# BIG CAT
BIGCAT（びっぐきゃっと）は、大阪市中央区西心斎橋のアメリカ村（アメ村）にあるライブハウスである。

## 概要
ビッグステップの中にあり、元々は「コークステップホール」というライブハウスだった。メジャー、インディーズを問わず様々なアーティストのライブが行われている。
大阪府吹田市江坂にある音楽専門学校、キャットミュージックカレッジ専門学校の関連施設でもあり学校の新入生歓迎ライブや実習にも使用されることがある。